# Edmir Chedid
Edmir José Abi Chedid (Campinas, 6 de Agosto de 1965), mais conhecido simplesmente como Edmir Chedid, é um advogado, empresário e político brasileiro, sendo atualmente filiado ao partido brasileiro União Brasil (UNIÃO). Tendo sido eleito nas eleições municipais de 2024, exerce atualmente o cargo de prefeito de Bragança Paulista.

## Trajetória Política
A trajetória política de Edmir Chedid teve influência de seu avô, Hafiz Abi Chedid, e de seu pai, Jesus Adib Abi Chedid. O avô foi prefeito e vereador em Bragança Paulista; em Itatiba, elegeu-se como vereador e assumiu a Câmara Municipal. O pai foi prefeito de Serra Negra, período em que foi obteve 98% de aceitação popular como “Melhor Administrador Público Municipal”. Também foi prefeito em Bragança Paulista, entre 1993 e 1996, 2000 e 2005, quando foi cassado por improbidade, e também entre 2016 e 2022, quando veio a falecer.
O trabalho desenvolvido pelo avô acabou influenciando, ainda, outros membros da família. Elmir Chedid – seu irmão gêmeo – foi vice-prefeito de Serra Negra, entre 1993 e 1996. Em 1994, ele obteve 48 mil votos como candidato a deputado federal. Em 1996, foi eleito prefeito em Serra Negra. Seus outros irmãos, Erika Chedid e André Luiz Chedid, foram os vereadores mais votados em Serra Negra, em 1996. Em janeiro de 1999, André Luiz Chedid foi eleito presidente e Erika Chedid a vice-presidente da Câmara Municipal de Serra Negra.
Como advogado, Edmir Chedid apesar de nunca ter passado no exame da OAB, sempre esteve ligado a movimentos em defesa da melhoria da qualidade de vida dos municípios que compõem a Região Bragantina e o Circuito das Águas Paulista, com destaque à elaboração de programas e projetos relacionados à proteção dos direitos civis. Este foi o fundamento do trabalho que lhe rendeu o quarto mandato consecutivo como deputado estadual, em 2006.
Com o aprendizado adquirido através do trabalho do avô e a experiência política herdado do pai, Edmir Chedid acabou ingressando na política em 1989, aos 24 anos de idade. Na época, foi vereador por dois mandatos e presidente da Câmara Municipal de Serra Negra. No antigo PFL (Partido da Frente Liberal), foi presidente do Diretório Municipal de Serra Negra e 2° Tesoureiro em nível estadual.
Em 1994, Edmir Chedid obteve o reconhecimento político em 170 municípios, sendo eleito um dos mais jovens deputados estaduais aos 29 anos de idade. Reeleito em 1998, com votos obtidos em 320 municípios, Edmir Chedid assumiu – pela primeira vez – a Liderança do  partido PFL na Assembleia Legislativa do Estado de São Paulo (ALESP). Em seu segundo mandato presidiu duas comissões permanentes da ALESP (Comissão de Fiscalização e Controle e Comissão de Assuntos Metropolitanos), período em que também foi relator especial da CPI do Pedágio.
Em 2001, foi eleito presidente da CPI dos Combustíveis, passando a conduzir um dos mais importantes trabalhos realizados na ALESP, que foi concluída com a criação do Projeto de Lei nº 11.929, que determina a cassação da inscrição no cadastro do ICMS dos postos flagrados comercializando combustível adulterado. Nos 14 meses de atuação, a CPI dos Combustíveis realizou importantes ações e investigações que levaram ao desmantelamento de quadrilhas organizadas, punindo criminosos e iniciando um processo ativo de combate às fraudes do setor de combustíveis no Estado de São Paulo. No mesmo ano, foi eleito 2° vice-presidente da Assembleia Legislativa paulista.
Em 2002, Edmir Chedid foi conduzido ao seu terceiro mandato, com votos em 521 municípios do Estado. Na legislatura seguinte, em março de 2005, foi reconduzido à função de Líder do PFL na Assembleia Legislativa, na qual permaneceu até 14 de março de 2007. Ainda em 2005, foi relator dos dois projetos mais importantes que tramitam anualmente na Assembleia Legislativa: o da LDO (Lei de Diretrizes Orçamentárias) e o do Orçamento Estadual. Edmir Chedid foi um dos responsáveis pela realização das 55 audiências públicas em todo o Estado, participando diretamente do processo que garantiu a participação da sociedade na discussão e no debate acerca da aplicação dos recursos públicos. No ano seguinte, Chedid foi novamente eleito para as relatorias da LDO e Orçamento Estadual, que se somou ao trabalho de relatoria desenvolvido na CPI da Guerra Fiscal.
Em 2006, foi eleito deputado estadual pela quarta vez consecutiva, obtendo votos em 537 municípios. Em 2007, Edmir Chedid respondeu pela relatoria da Comissão de Investigação do Acidente na Linha 4 do Metrô e, no dia 15 de março, deixou a função de líder do PFL – já designado como Partido dos Democratas – para assumir a 2ª Secretaria da Assembleia Legislativa no biênio 2007/2009.
Atualmente, Edmir Chedid é presidente do diretório do União Brasil de Bragança Paulista.

## Principais Projetos de Lei
A realização do teste é garantida pela Lei nº 3914 de 14 de novembro de 1983, que obriga a realização do teste em hospitais e maternidades da rede pública ou privada. A mãe ou o familiar deverá fazer valer os seus direitos, exigindo o teste. O SUS (Sistema Único de Saúde) instituiu o Programa Nacional de Triagem Neonatal, o qual abrange a identificação de até quatro doenças, que são: fenilcetonúria, hipotireoidismo congênito, fibrose cística e anemia falciforme, porém nem todos os Estados brasileiros realizam os quatro testes, normalmente eles limitam-se à identificar apenas as duas primeiras patologias citadas.
Edmir Chedid é autor da Lei que torna obrigatório o diagnóstico precoce da Fenilcetonúria e do Hipotireoidismo Congênito nos recém-nascidos em Hospitais e Maternidades do Estado de São Paulo. Popularmente conhecida como “Teste do Pezinho”, a Lei Nº 10.889 também prevê a criação de campanha informativa permanente de atenção sobre a importância do diagnóstico precoce da Fenilcetonúria e do Hipotireoidismo Congênito na forma de folhetos impressos, anexados ao documento de identificação das gestantes, e de cartazes fixados nas dependências dos Hospitais e Maternidades.
No total, foram mais 100 Projetos de Lei que apresentou à Assembleia Legislativa do Estado de São Paulo, dos quais se destacam, ainda, o PL nº 10.222, que assegura a utilização de mão-de-obra da população carcerária para execução de serviços e produção de bens; a criação do “Programa Adote uma Estância”, que tem por intenção incentivar a participação e o investimento do setor privado na gestão dos negócios públicos, visando o fomento da atividade turística; a isenção de incidência de ICMS na aquisição de ambulâncias pelas prefeituras; a compatibilização da jornada em estágio, a ser cumprida pelo estudante com o seu horário escolar; uma moção de apoio à regulamentação da profissão de ufólogo; a isenção do ICMS na aquisição de automóvel novo por pessoa autista ou portadora de deficiência física, visual ou mental (severa ou profunda); a proibição de instalação de unidades da FEBEM nas cidades estâncias; o desconto no IPVA para consumidores que exigirem notas fiscais durante suas compras; e a criação de vários campi universitário, vinculados à UNESP no interior do Estado de São Paulo.